# 東京モノレール2000形電車
東京モノレール2000形電車（とうきょうモノレール2000がたでんしゃ）は、東京モノレールのモノレール電車。
老朽化した700形・800形の置き換えと、羽田空港第2旅客ターミナルビル直下（羽田空港第2ビル駅、現：羽田空港第2ターミナル駅）への路線延長により必要となる車両運用数を満たすために製造された。1997年度のグッドデザイン賞に選出された。

## 概要
1997年（平成9年）8月7日に営業運転を開始した。
主回路制御は開業当時の100形から1000形まで採用されていた抵抗制御から、日立製作所製2レベル方式のVVVFインバータ制御とされた。インバータ装置に使用される半導体素子はIGBT（2,000V - 600A）で、制御方式は1C2M4群制御である。また東京モノレールでは初めて電動機を搭載しない付随車（制御車）が登場し、編成中の電動車と付随車の構成（MT比）は2:1である。設計最高速度は90km/hである。
車体は1000形に比べて曲線が多い設計になった。これまでの車両は客用ドアは片開きであったが、この2000形は両開きに変更された。
座席は通勤需要を重視して、ロングシートを主体として、旅行者向けに四人掛けのボックス式クロスシートを組み合わせた。東京モノレールが採用した日立アルヴェーグ式では、タイヤ収納ボックスが床に張り出す特徴があるが、当形式では張り出しの上に背中合わせのロングシートを配置した。一人掛け・二人掛け座席も運転席後ろに設置されている。このため、従来の1000形より輸送力が10％増強されている。

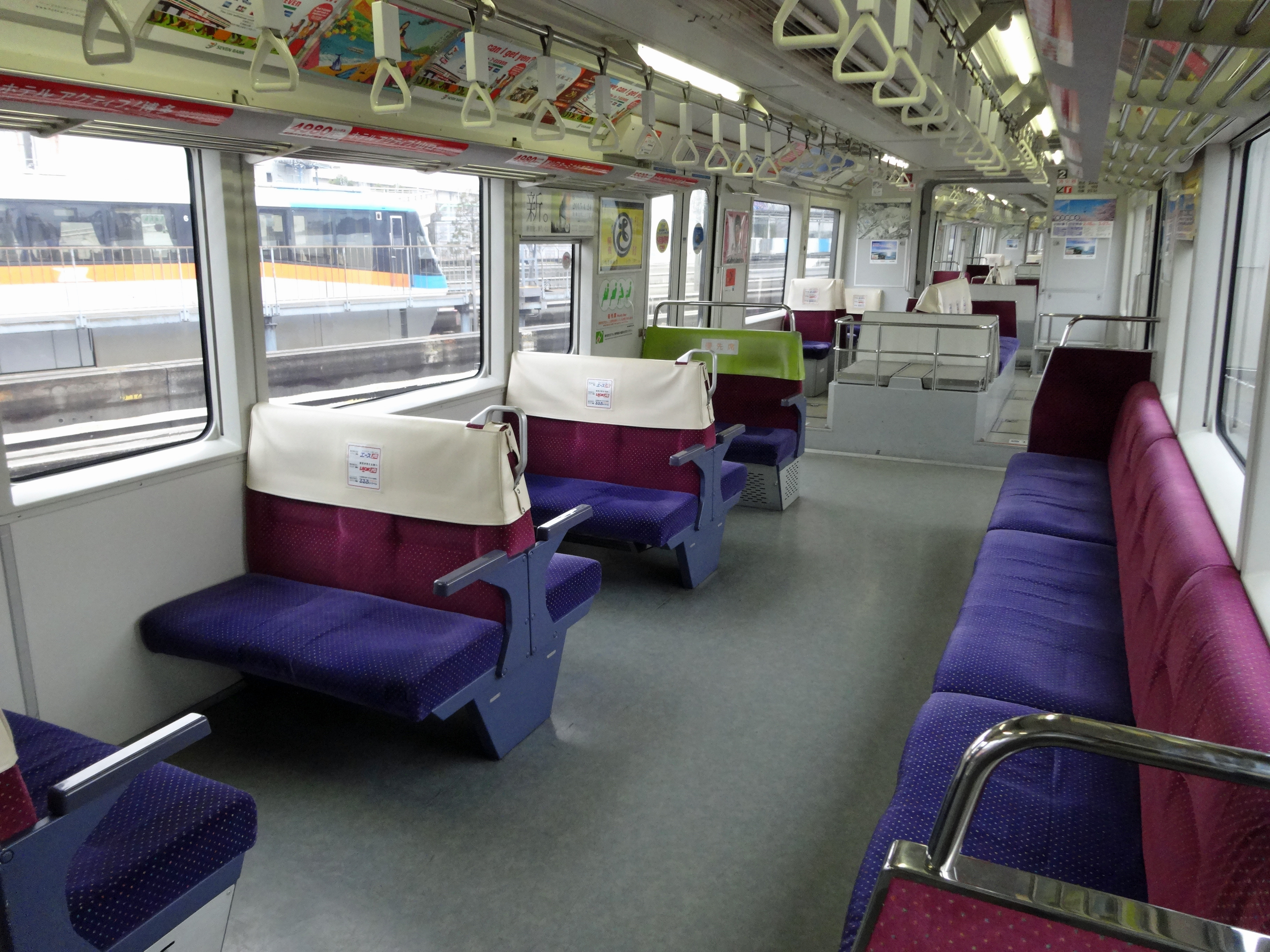
車内
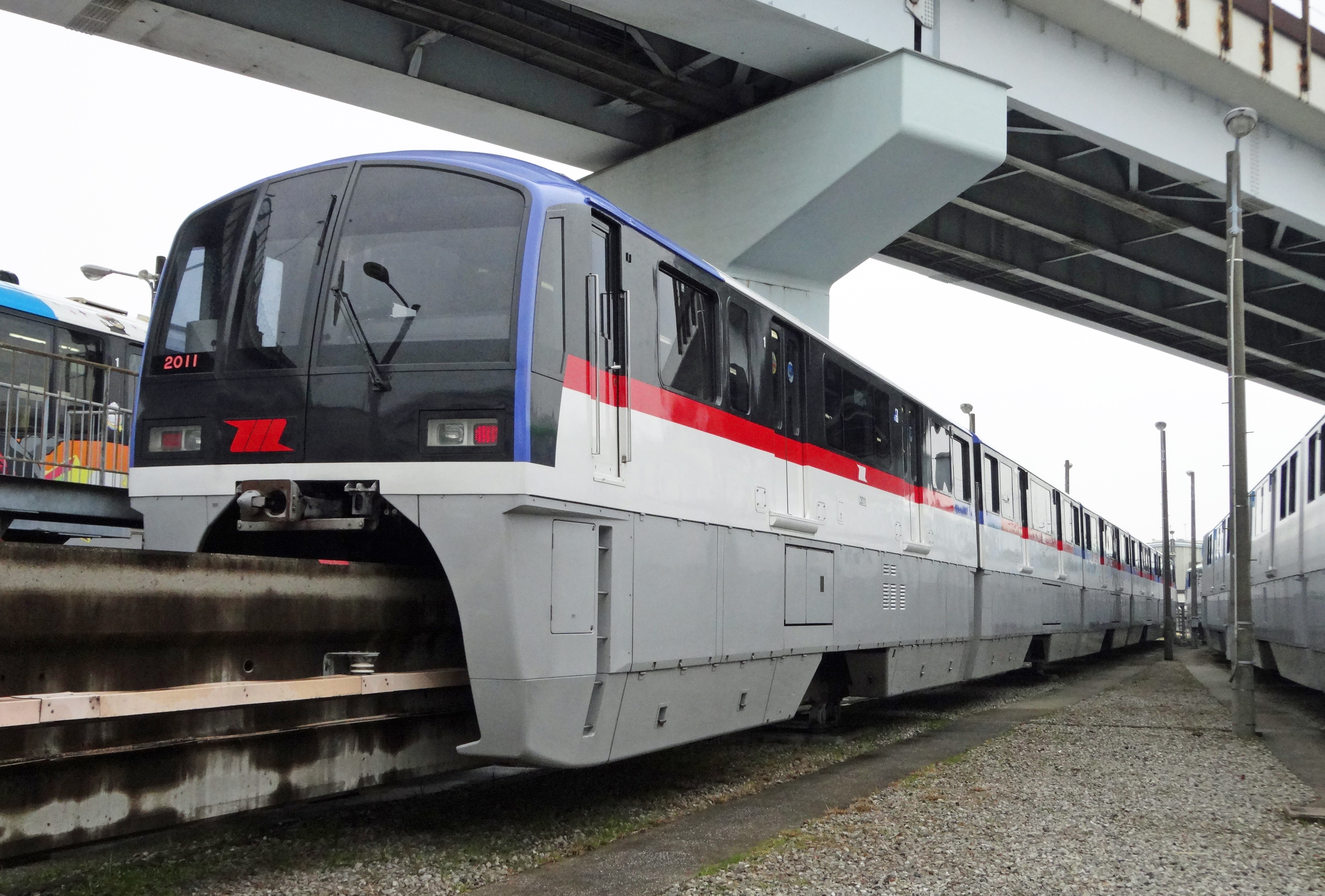
新製時塗装

## 運用
1000形及び2014年登場の10000形と運用上の区別はなく、共通で使用されている。
また、2015年7月18日より2031編成が新塗装で運転を開始し、後に全ての編成が新塗装に塗り替えられている。

## 編成
6両編成4本（24両）が在籍する。
|                | ← モノレール浜松町羽田空港第2ターミナル → | ← モノレール浜松町羽田空港第2ターミナル → | ← モノレール浜松町羽田空港第2ターミナル → | ← モノレール浜松町羽田空港第2ターミナル → | ← モノレール浜松町羽田空港第2ターミナル → | ← モノレール浜松町羽田空港第2ターミナル → | 搬入時期      | 備考 |
| 号車           | 1                                         | 2                                         | 3                                         | 4                                         | 5                                         | 6                                         | 搬入時期      | 備考 |
| 種別           | Tc1                                       | M1                                        | M2                                        | M3                                        | M4                                        | Tc2                                       | 搬入時期      | 備考 |
| -------------- | ----------------------------------------- | ----------------------------------------- | ----------------------------------------- | ----------------------------------------- | ----------------------------------------- | ----------------------------------------- | ------------- | ---- |
| 第1編成・2011F | 2011                                      | 2012                                      | 2013                                      | 2014                                      | 2015                                      | 2016                                      | 1997年7月31日 |      |
| 第2編成・2021F | 2021                                      | 2022                                      | 2023                                      | 2024                                      | 2025                                      | 2026                                      | 1998年4月13日 |      |
| 第3編成・2031F | 2031                                      | 2032                                      | 2033                                      | 2034                                      | 2035                                      | 2036                                      | 1998年7月21日 |      |
| 第4編成・2041F | 2041                                      | 2042                                      | 2043                                      | 2044                                      | 2045                                      | 2046                                      | 2002年4月23日 |      |